# Leptura petrorum
Leptura petrorum là một loài bọ cánh cứng trong họ Cerambycidae.